# Vanessa L. Williams
Vanessa Lynn Williams (New York, 18 maart 1963) is een Amerikaans ex-model, zangeres en filmactrice.

## Biografie
Vanessa Williams werd in 1983 uitgeroepen tot Miss America, maar door vermeende naaktfoto's werd die titel haar ontnomen. Het succes kwam alsnog voor haar als zangeres met nummers als Save the Best for Last en de titelsong voor de animatiefilm Pocahontas Colors of the Wind.
Daarnaast bouwde ze een acteercarrière met (bij)rollen in films, televisieseries en theaterproducties zoals Kiss of the Spider Woman en A Diva's Christmas Carol.
Op 19 maart 2007 kreeg Williams een ster op de beroemde Hollywood Walk of Fame. Van 2006 tot 2010 speelde ze de rol van Wilhelmina Slater in Ugly Betty. Toen die reeks afliep, kreeg ze een rol aangeboden in het 7e seizoen van Desperate Housewives.
Op 10 mei 2008 kreeg ze haar bachelor-diploma van de University of Syracuse, samen met 480 studenten van het College of Visual and Performing Arts van die universiteit. Ze had in 1983 haar opleiding onderbroken om aan haar verplichtingen als Miss America te kunnen voldoen, en het jaar daarop verliet ze de universiteit. Haar ontbrekende studiepunten kon ze compenseren met haar jarenlange ervaring in de muziek- en theaterwereld.
Sinds juni 2017 is Williams op muziekzender VH1 te zien in de comedyserie Daytime Divas.
Williams is voor de derde keer getrouwd en heeft 4 kinderen.

## Albums
- The Right Stuff (1988, met single (He's Got) The Look)
- The Comfort Zone (1991)
- The Sweetest Days (1994)
- Star Bright (1996)
- Next (1997)
- Greatest Hits: The First Ten Years (1998)
- Silver & Gold (2004)
- Everlasting Love (2005)
- The Real Thing (2009)

### Singles
| Single met eventuele hitnotering(en) in de Nederlandse Top 40 | Datum van verschijnen | Datum van binnenkomst | Hoogste positie | Aantal weken | Opmerkingen              |
| ------------------------------------------------------------- | --------------------- | --------------------- | --------------- | ------------ | ------------------------ |
| The Right Stuff                                               | 1988                  | 16-jul-1988           | 11              | 9            | #21 in de Single Top 100 |
| Dreamin                                                       | 1989                  | 25-mrt-1989           | Tip 5           | -            | #40 in de Single Top 100 |
| Save The Best For Last                                        | 1991                  | 4-apr-1992            | 3               | 11           | #4 in de Single Top 100  |
| Just For Tonight                                              | 1992                  | 27-juni-1992          | Tip 13          | -            | #46 in de Single Top 100 |
| Colors of the Wind (soundtrack Pocahontas)                    | 1995                  | 9-dec-1995            | 9               | 9            | #8 in de Single Top 100  |
| The Sweetest Days                                             | 1995                  |                       | Tip 18          | -            |                          |

### NPO Radio 2 Top 2000
| Nummer met noteringen in de NPO Radio 2 Top 2000 | '99  | '00  |
| ------------------------------------------------ | ---- | ---- |
| Save the Best for Last                           | 1289 | 1902 |

1. ↑  Een vetgedrukt getal geeft de hoogste notering aan.
2. ↑  Deze tabel is bijgewerkt tot en met de meest recente editie (2024).

## Filmografie
- A Christmas Family Reunion (2021, als Eve Christmas)
- The Man from Earth: Holocene (2017, als Carolyn)
- 666 Park Avenue (2012, als Olivia Doran)
- Desperate Housewives (2010–2012, als Renee Perry)
- Hannah Montana: The Movie (2009, als Vita)
- Ugly Betty (2006–2010, als Wilhelmina Slater)
- South Beach
- My Brother (2006)
- Johnson Family Vacation (2004)
- Shaft (2000)
- A diva's Christmas Carol (2000)
- Don Quixote (televisiefilm, 2000)
- Dance with Me (1998)
- Hoodlum (1997)
- Soul Food (1997)
- Eraser (1996)
- Harley Davidson and the Marlboro Man (1991)
- Another You (1990)
- The Pick Up-Artist (1987)
- Bye Bye Birdie (1995)